# Nooaitch Indian Reserve 10
Nooaitch Indian Reserve 10 är ett reservat i Kanada.   Det ligger i provinsen British Columbia, i den södra delen av landet, 3 400 km väster om huvudstaden Ottawa.
I omgivningarna runt Nooaitch Indian Reserve 10 växer i huvudsak barrskog. Trakten runt Nooaitch Indian Reserve 10 är nära nog obefolkad, med mindre än två invånare per kvadratkilometer.